# Jelisaweta Wjatscheslawowna Malaschenko
Jelisaweta Wjatscheslawowna Malaschenko (russisch Елизавета Вячеславовна Малашенко; * 26. Februar 1996 in Toljatti) ist eine russische Handballspielerin.

## Karriere
Malaschenko lief anfangs für den russischen Erstligisten GK Lada Toljatti auf. Mit Lada gewann sie 2014 den EHF-Pokal. Weiterhin stand die Rückraumspielerin 2016 im Finale des Europapokals der Pokalsieger. Zur Saison 2017/18 wechselte sie zu GK Astrachanotschka. Nachdem im Sommer 2022 ihr Vertrag mit Astrachanotschka ausgelaufen war, kehrte sie zu Lada Toljatti zurück.
Malaschenko gewann 2013 mit Russland bei der U-17-Europameisterschaft die Silbermedaille und wurde zusätzlich zum MVP gewählt. Ein Jahr später gewann sie bei der U-18-Weltmeisterschaft sowie bei den Olympischen Jugend-Sommerspielen jeweils die Silbermedaille. Mit der russischen Juniorinnen-Auswahl gewann sie bei der U-19-Europameisterschaft 2013 sowie bei der U-20-Weltmeisterschaft 2016 die Silbermedaille.
Malaschenko gehört mittlerweile dem Kader der russischen Nationalmannschaft an. Mit der russischen Auswahl nahm sie an der Europameisterschaft 2016 teil. Nachdem sich Malaschenko im zweiten Vorrundenspiel gegen Rumänien verletzt hatte, war das Turnier für sie beendet. Bei der Europameisterschaft 2018 errang sie die Silbermedaille. Bei der Weltmeisterschaft 2019 gewann sie mit der russischen Auswahl die Bronzemedaille. Mit Russland nahm sie an der Europameisterschaft 2020 teil. Malaschenko erzielte im Turnierverlauf einen Treffer.